# سیستم ساخت اتوماتیک
سیستم ساخت خودکار یا اتوماسیون ساخت (به انگلیسی: Build automation)، فرآیند خودکارسازی ساخت نرم افزار و فرآیندهای مرتبط از جمله: کامپایل کد منبع و اجرای تست‌های خودکار است.

## پیدایش
امروزه یک برنامه نویس قبل از اجرای برنامه نیاز به انجام عملیات متنوع و متعددی برای ساخت فایل های اجرایی برنامه دارد (برای مثال بررسی خطاهای نوشتاری برنامه قبل از کامپایل و قرار گرفتن فایل های media برنامه هر کدام در مسیر از پیش تعیین شده و...). به همین جهت مجموعه ای از کدها باید به صورت خودکار و پویا با توجه به کدهای نوشته شده توسط برنامه نویس ساخته شوند و در کنار کدهای برنامه نویس قرار بگیرند. تست های نوشته شده توسط برنامه نویس اجرا شود و نتیجه آن اعلام شود. در آخر همه فایل های مورد نیاز به همراه کدهای کامپایل شده برنامه درون یک فایل قرار گیرد. بعد از همه این عملیات و ساخته شدن فایل خروجی حالا می توان آن را نصب کرد. نکته مهم و قابل توجه این است که برنامه نویس پس از هر بار تغییر در برنامه برای اجرای مجدد باید این عملیات را تکرار کند. به این عملیات عملیات ساخت گفته می شود. زیاد بودن، زمان بر بودن، پیچیدگی و تنوع مراحل ساخت باعث شده است که برنامه نویسان دست به ساخت سیستم‌های ساخت اتوماتیک بزنند.

## نمونه‌ها[۳]
- Gradle
- Buck
- Boot